# Puerto Rico en los Juegos Paralímpicos de Atlanta 1996
Puerto Rico estuvo representado en los Juegos Paralímpicos de Atlanta 1996 por cinco deportistas, tres hombres y dos mujeres. El equipo paralímpico puertorriqueño no obtuvo ninguna medalla en estos Juegos.